# Turbicellepora conica
Turbicellepora conica är en mossdjursart som först beskrevs av Busk 1884.  Turbicellepora conica ingår i släktet Turbicellepora och familjen Celleporidae. Inga underarter finns listade i Catalogue of Life.